# 伊藤かほり
伊藤 かほり（いとう かほり）は、元日本放送協会 (NHK) の契約キャスター。
福岡県大牟田市出身。2008年からはNHK熊本放送局のキャスターを、2011年からはNHK千葉放送局のキャスターを務めていた。

## 担当番組
以下のうち千葉局在籍当時の担当番組には、別のキャスターとの交替制で出演していた。

### テレビ番組
- クマロク!（NHK熊本放送局、2008年度 - 2010年度） - キャスター。2009年度まではリポートも兼務。2010年度にはスタジオ専任で出演。
- ラジオニュース（NHK熊本放送局）[1]
- こんにちはいっと6けん（NHK首都圏放送センター）[2]
- 首都圏ネットワーク（NHK首都圏放送センター） - 「おでかけ情報」リポーター[2]

### ラジオ番組
- まるごと千葉60分（NHK千葉放送局）
- ひるどき情報ちば（NHK千葉放送局）